# Фрёлих, Линда
Линда Фрёлих (нем. Linda Fröhlich; в замужестве Тодд (англ. Todd); родилась 23 июня 1979 года, Пфорцхайм, земля Баден-Вюртемберг, Германия) — немецкая профессиональная баскетболистка, поигравшая в женской национальной баскетбольной ассоциации. Была выбрана на драфте ВНБА 2002 года во втором раунде под общим двадцать шестым номером командой «Нью-Йорк Либерти». Играла на позиции тяжёлого форварда и центровой.

## Ранние годы
Линда родилась 23 июня 1979 года в городе Пфорцхайм (земля Баден-Вюртемберг) в семье Георга и Винеты Фрёлих, у неё есть младшие брат, Ричард, бывший игрок немецкой бундеслиги, и три сестры, Эвелин, Синди и Агнес. Выросла она в небольшом городе Ольдендорф (земля Нижняя Саксония), училась в соседнем городе Штаде в гимназии имени Винсента Любека.